# إيكوليزوماب
إيكوليزوماب هو جسم مضاد وحيد النسيلة يسوق تحت اسم تجاري هو سولاريس (Soliris) مصمم لعلاج البيلة الهيموغلوبينية الانتيابية الليلية، وهو داء نادر خطير جداً ممكن أن يؤدي إلى الوفاة نتيجة تحلل خلايا الدم. قد يكلف المريض مبلغ 600000 دولار أمريكي سنوياً. وقد حصل على موافقة إدارة الغذاء والدواء الأمريكية في 16 مارس 2007، بينما حصل على موافقة وكالة الأدوية الأوربية في 20 يونيو من العام ذاته.
كما يستخدم في علاج متلازمة انحلال الدم اليوريمي اللا نمطي. وقد حصل على موافقة إدارة الغذاء والدواء الأمريكية على هذا الاستخدام في 23 سبتمبر 2011، بينما حصل على موافقة وكالة الأدوية الأوربية في 24 نوفمبر من العام ذاته.
الدواء اكتشفته وطورته ألكسيون.
ومن الأمراض التي تدرس التجارب السريرية استخدام هذا الدواء لعلاجها حالياً:
- الوهن العضلي الوبيل[7]
- متلازمة انحلال الدم اليوريمي التي سببها الإشريكية القولونية المنتجة لتوكسين شيغا[8][9][10][11]
- الالتهاب المياليني للعصب البصري[12]
- التهاب كبيبات الكلية الغشائي التكاثري[13][14][15]
- داء الراصات الباردة[16]
- متلازمة مضادات الدهون الفوسفوية[17][18][19]